# Nisma Cherrat
Nisma Cherrat (* 1969 in Casablanca, Marokko) ist eine Schauspielerin.
Sie wuchs im Schwarzwald auf und besuchte von 1989 bis 1992 die Neue Münchner Schauspielschule. 1993 bis 1995 erhielt sie klassischen Gesangsunterricht von Bennie Gillette in München und besuchte dort die Jazzschool München.
Sie ist Gründungsmitglied des Vereins Schwarze Filmschaffende in Deutschland.

## Filmografie
- 1992: Warten auf Gott (Serie)
- 2000: Spieglein
- 2003: Tal der Ahnungslosen

## Theaterrollen (Auszug)
- Skins als Gloria (1992 Kampnagel Kulturfabrik)
- Mephisto als Juliette (1995 Landesbühnen Sachsen)
- Diener zweier Herren als Smeraldina (1995 Landesbühnen Sachsen)
- Hexenjagd als Tituba (1995 Pfalztheater Kaiserslautern)
- Hechinger als Mpenzi (1997 Thalia Theater Hamburg)
- Die Blume von Hawaii als Raka (2000 Staatsschauspiel Dresden)
- Tartuffe als Dorin (2001 See-Burgtheater Schweiz)
- Der Streit als Carise (2002 Stadttheater Bielefeld)
- Hysterikon als Mädchen mit Impuls (2003 Theater Kosmos, Bregenz)
- I have a dream als Coretta King (2004 Tourneetheater Kempf)
- Mephisto als Juliette (2006 Theater Hof)

## Werk als Autorin
- Mätresse – Wahnsinnige – Hure. Schwarze SchauspielerInnen am deutschsprachigen Theater. In: Mythen, Masken und Subjekte. Kritische Weißseinsforschung in Deutschland. Maisha M. Eggers, Grada Kilomba, Peggy Piesche, Susan Arndt (Hg.) Unrast, Münster 2005. ISBN 3-89771-440-X[3]